# Franse Senaatsverkiezingen 2014
De Franse Senaatsverkiezingen van 2014 vonden op 28 september 2014 plaats. Het was de tweede keer dat de helft van de Senaat werd gekozen tijdens de Vijfde Franse Republiek.

## Verkiezingsprocedure
De Franse Senaat wordt indirect gekozen door middel van kiesmannen (grands électeurs), lokale volksvertegenwoordigers, zoals regionale-, departements-, en (soms) stadsbestuurders (w.o. burgemeesters en wethouders).

## Uitslag
| Parlementaire groepering            | Parlementaire groepering            | Partijen                                   | 2011 Serie 1                        | 2014 Serie 2                        | Totaal   |
| ----------------------------------- | ----------------------------------- | ------------------------------------------ | ----------------------------------- | ----------------------------------- | -------- |
|                                     | Groupe UMPa                         | UMPb RUMP UDIc DVD                         | 53                                  | 90                                  | 144      |
|                                     | Groupe UDI-UC                       | PRV MoDem NC AC FED Tapura Huiraatira UDId | 19                                  | 24                                  | 43       |
|                                     | Groupe RDSEe                        | UMPf                                       | 1                                   | 0                                   | 1        |
| Totaal Centrum + Rechts (oppositie) | Totaal Centrum + Rechts (oppositie) | Totaal Centrum + Rechts (oppositie)        | Totaal Centrum + Rechts (oppositie) | Totaal Centrum + Rechts (oppositie) | 193 (20) |
|                                     | Groupe RDSEe                        | PRG PS-dissidents DVG                      | 6                                   | 6                                   | 12       |
|                                     | Groupe SOC                          | PS DVG                                     | 63                                  | 49                                  | 111      |
|                                     | Groupe CRC-PGC                      | PCF PG PCR                                 | 16                                  | 2                                   | 18       |
|                                     | Groupe ECO                          | EELV PE MoDemg PS-dissidents DVG           | 10                                  | 0                                   | 10       |
| Totaal Links (regering)             | Totaal Links (regering)             | Totaal Links (regering)                    | Totaal Links (regering)             | Totaal Links (regering)             | 151 (25) |
|                                     | Niet-Ingeschrevenen                 | NI                                         | 2                                   | 7                                   | 9        |
| Totaal                              | Totaal                              | Totaal                                     | Totaal                              | Totaal                              | 348      |

a V.a. mei 2015: Groupe Les Républicains

b V.a. mei 2015: Les Républicains

c Minderheid, meerderheid lid van de fractie Groupe UMP (LR)

d Rechtstreekse leden

e Onafhankelijke fractie met zowel centrumrechtse (1) als centrumlinkse leden (12)

f Minderheid, 1 lid, v.a. mei 2015 partijloos

g Minderheid, meerderheid van deze partij lid van fractie Groupe UDI-UC

## Voorzitter
| Afbeelding | Afbeelding | Persoon        | Datum van verkiezingen | Partij | Opmerking                                 |
| ---------- | ---------- | -------------- | ---------------------- | ------ | ----------------------------------------- |
|            |            | Gérard Larcher | 1 oktober 2014         | UMP    | nieuw gekozen Voorganger: Jean-Pierre Bel |